# ريكسوس النصر (فندق)

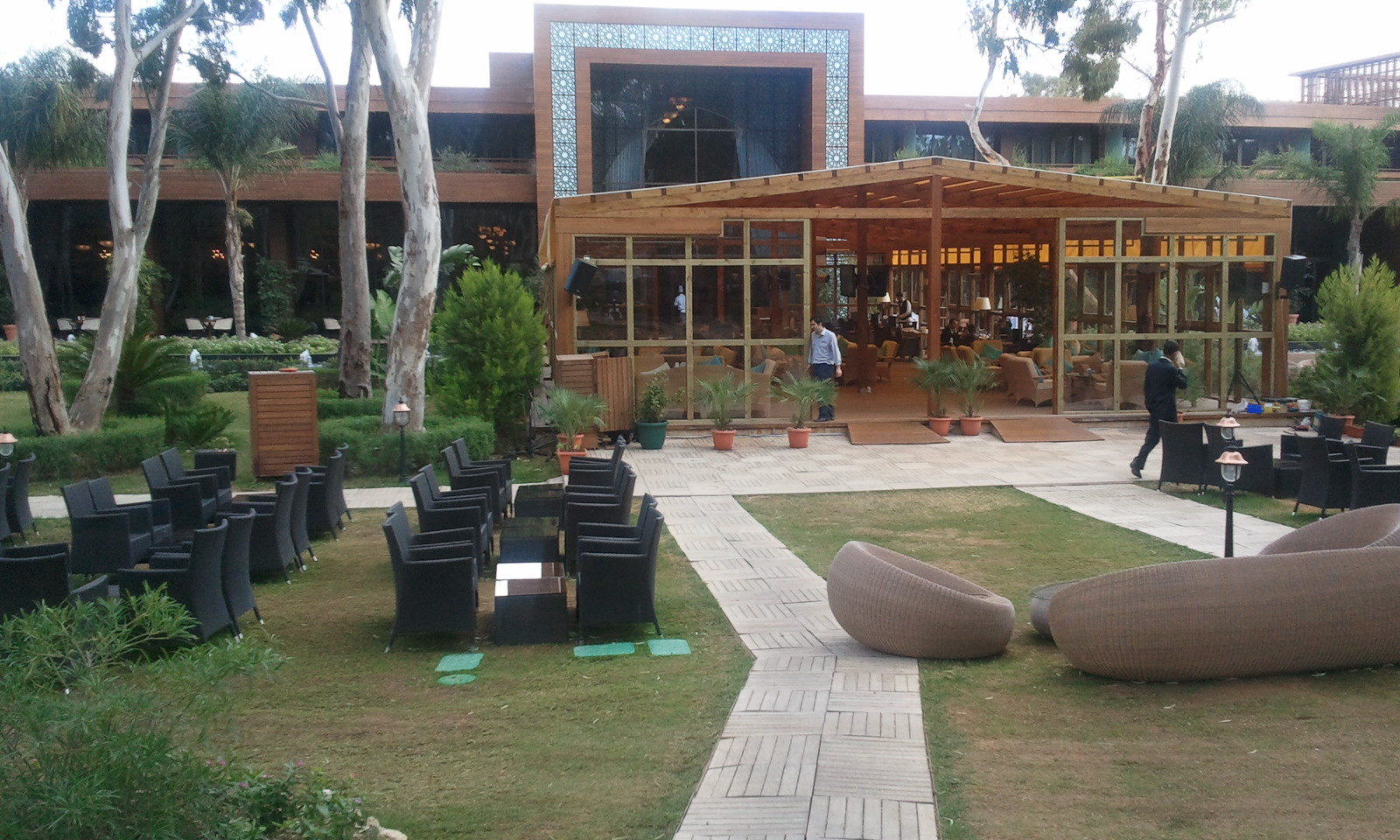
ريكسوس النصر

ريكسوس النصر أحد فنادق طرابلس العاصمة الليبية. ويتبع الفندق لمجموعة فنادق ريكسوس التركية، وهو مقام في مساحة خضراء تصل إلى 20 ألف متر مربع في غابة النصر التي تنتشر فيها أشجار الإيكاليبتوس، على مسافة 10 كيلومتر من مطار طرابلس العالمي، ولهذا تم إطلاق لقب الفندق الحي على ريكسوس النصر، حيث أن تصميم الفندق الحديث مع وجوده وسط الطبيعة بشكل مدروس، جعل منه مرفقًا صديقًا للبيئة. استغرق بناء الفندق مدة ستة أشهر، وافتتح في النصف الأول من عام 2010. كان الفندق محل أنظار العالم أثناء ثورة 17 فبراير، لأنه المكان الذي اختارته حكومة القذافي كمقر للصحفيين الأجانب.

## مرافق الفندق
يوجد بالفندق 120 غرفة فاخرة موزعة على النحو التالي:
- جناحين ملكيين.
- 32 جناحًا تنفيذيًا.
- 8 أجنحة أخرى.
- 5 غرف عائلية متصلة.
- 63 غرفة قياسية.
- غرفاً لذوي الاحتياجات الخاصة.

ويحوي الفندق مجموعة من المطاعم والمقاهي العالمية والمميزة، بالإضافة إلى حمامات الجاكوزي ومساحة مسقوفة للسباحة، ونادي صحي، ومركز رياضي، ومساحات للتسوق.